# Менский сыродельный комбинат
Менский сыродельный комбинат (укр. Менський сироробний комбінат) — предприятие пищевой промышленности в городе Мена Черниговской области Украины.

## История
Менский сыродельный комбинат был построен в соответствии с одиннадцатым пятилетним планом развития народного хозяйства СССР в 1984 - 1987 гг. и введён в эксплуатацию в 1987 году.
После провозглашения независимости Украины завод перешёл в ведение министерства сельского хозяйства и продовольствия Украины.
В конце 1990х годов на Менском сыркомбинате освоили производство нового продукта - казеина. После того, как казеиновый цех заработал в три смены, очистные сооружения не выдержали концентрированный сток кислых отходов и в июне 1999 года более тысячи кубометров неочищенных отходов попали в речку Бабку. После ремонта очистной системы работа предприятия была восстановлена.
В 2002 году комбинат вошёл в состав компании «Мілкіленд-Україна» (структурного подразделения "Milkiland") в качестве дочернего предприятия, в 2004 году был реорганизован в филиал.
В 2007 году комбинат получил сертификат на систему безопасности пищевых продуктов HACCP для производства сливочного масла, сычужных сыров и сухих молочных продуктов. В июне 2008 года завод проинспектировали сотрудники генерального директората Еврокомиссии по здравоохранению и защите прав потребителей Евросоюза (SANCO).
В 2010 г. предприятие прошло сертификацию системы управления безопасностью продукции согласно требованиям стандарта ISO 22000. В 2012 г. сырзавод получил сертификат соответствия требования стандарта ISO 9001:2009. 
В октябре 2015 года предприятие получило разрешение на экспорт продукции в КНР. В январе 2016 года предприятие получило разрешение на экспорт продукции в страны Евросоюза.

## Современное состояние
Предприятие производит цельномолочную продукцию, сливочное масло, жирные и обезжиренные сыры, технический казеин, пептон и молочный сахар.
В связи с использованием аммиака в технологических процессах, относится к категории объектов повышенной опасности.